# 宝塚市立光明小学校
宝塚市立光明小学校（たからづかしりつ こうみょうしょうがっこう）は、兵庫県宝塚市光明町に所在する公立小学校。

## 沿革
公式HP「沿革」による。
- 1979年（昭和54年）4月1日 - 宝塚市立良元小学校、宝塚市立末成小学校から分離して開校。
- 1981年（昭和56年）2月 - 校歌制定（作詞:中島千崇夫、補筆:平尾千克三、作曲:波内千恵子）。
- 2001年（平成13年）6月 - 実践国語研究別冊「総合的な学習を支える自己表現力の育成」を明治図書より発刊。

## 通学区域
- 福井町、光明町、小林3丁目(8番・9番)、4丁目(7番)[2]

進学先中学校の変遷
- 開校-1987年 宝塚市立高司中学校
- 1988年-2024年　宝塚市立高司中学校（福井町）、宝塚市立宝塚第一中学校（福井町以外）
- 2025年- 宝塚市立高司中学校（希望すれば宝塚市立宝塚第一中学校に就学できる経過措置を設定）

## 通学区域が隣接している学校
- 宝塚市立良元小学校
- 宝塚市立高司小学校
- 宝塚市立末成小学校
- 宝塚市立末広小学校